# 줄리안 센슬리
줄리안 센슬리(Julian Sensley, 1982년 8월 18일~)는 미국과 독일 국적의 농구 선수이다. 원주 동부 프로미의 전 농구선수이다.

## 이적 경로
- 2012 서울 삼성 썬더스
- 2012~2014 원주 동부 프로미